# کالین رنفرو
کالین رنفرو (انگلیسی: Colin Renfrew؛ زادهٔ ۲۵ ژوئیهٔ ۱۹۳۷) باستان‌شناس، و انسان‌شناس اهل بریتانیا است. او برای ابداعاتش در کار با تاریخ‌گذاری رادیوکربن، و ارائهٔ فرضیه آناتولیایی شناخته می‌شود که طی آن آناتولی دوران نوسنگی را به عنوان خاستگاه نیاهندواروپاییان مطرح می‌شود.
وی همچنین برندهٔ جوایزی همچون جایزه بالزان شده‌است.

## فرضیهٔ انتخاب گروهی
به نظر کالین رِنفرو، مسیحیت به مدد قسمی انتخاب گروهی باقی مانده است چون مسیحیت ایدهٔ وفاداری درون‌گروهی و عشق برادرانهٔ درون‌گروهی را تقویت می‌کند، و به مؤمنان کمک می‌کند تا به بهای زوال گروه‌های کمتر دیندار، پیروز شوند.